# Arsen Mekokischwili
Arsen Mekokischwili (georgisch არსენ მეკოკიშვილი; * 12. April 1912 in Georgizminda, heute Munizipalität Sagaredscho, Kachetien, Georgien; † 5. März 1972 in Moskau) war ein sowjetischer Ringer georgischer Herkunft. Er war 1952 Olympiasieger und 1954 Weltmeister.

## Leben
Arsen Mekokischwili begann mit 20 Jahren bei Dinamo Tiflis mit dem Ringen. In der Georgischen SSR war nach 1945 ein Ringerzentrum entstanden, das hervorragende Athleten hervorbrachte und dem viele Olympiasieger, Welt- und Europameister entstammten. Mekokischwili wurde bald zu einem der besten sowjetischen Schwergewichtler. Er rang zunächst in beiden Stilarten (griechisch-römisch und Freistil), spezialisierte sich aber in den späten 1940er Jahren ganz auf den freien Stil.
1946 wechselte er zu Dinamo Minsk. Zusammen mit dem aus Estland stammenden Johannes Kotkas und dem Moskauer Alexander Masur beherrschte er über 20 Jahre lang die Schwergewichtsklasse in der UdSSR. Die Sowjetunion trat erst 1947 dem Internationalen Ringer Verband (FILA) bei, so dass er erst 1952 erstmals bei einer großen internationalen Veranstaltung starten konnte. Er hatte aber noch große Erfolge, denn er wurde 1952 Olympiasieger und 1954 Weltmeister.
Beruflich gehörte er den sowjetischen Sicherheitsbehörden an.

## Platzierungen

### International
(OS = Olympische Spiele, WM = Weltmeisterschaft, F = Freistil, GR = griech.-röm. Stil, S = Schwergewicht, damals über 87 kg Körpergewicht)
- 1952, Goldmedaille, OS in Helsinki, F, S, mit Siegen über József Kovács, Ungarn, Kenneth Richmond, Großbritannien, Natale Vecchi, Italien, Willi Waltner, BRD und Bertil Antonsson, Schweden;

- 1953, 1. Platz, Welt-Jugendfestspiele in Bukarest, F, S, vor Kenneth Richmond und Josef Růžička, Tschechoslowakei;

- 1954, 1. Platz, WM in Tokio, F, S, mit Siegen über Taisto Kangasniemi, Finnland, Ahmed Vafadar, Iran, Norbert Növényi, Ungarn, Irfan Atan, Türkei und Bertil Antonsson

### Wichtigste Länderkämpfe
- 1950, Ukraine – Grusinien, F, S, Schultersieger über Igor Besdolya;
- 1952, UdSSR – Finnland, F, S, Schultersieger über Jaakko Virta;
- 1954, Schweden – UdSSR, F, S, Punktsieger über Bengt Fahlkvist;
- 1954, Schweden – UdSSR, F, S, Punktsieger über Bertil Antonsson

### Allunions-Meisterschaften
(startberechtigt waren die Meister der Sowjetrepubliken)
- 1943, 5. Platz, GR, S, hinter Johannes Kotkas, Alexander Masur, Konstantin Koberidse und Anatoli Kasanski;
- 1944, 2. Platz, GR, S, hinter Kotkas und vor Masur und Konstantin Koberidse;
- 1945, 3. Platz, GR, S, hinter Kotkas und Masur

Daneben war Arsen Mekokischwili noch vielfacher sowjetischer Meister im Freistil (Schwergewicht).